# Duo (klan i Liberia, Nimba County, lat 7,24, long -8,63)
Duo är en klan i Liberia.   Den ligger i regionen Nimba County, i den nordöstra delen av landet, 260 km öster om huvudstaden Monrovia.